# Mach Sionský
Mach Sionský (též Matthias Sionius, Matěj Sionský, asi 1500? Klášter Hradiště – 16. dubna 1551 Gilgenburg) byl biskup Jednoty bratrské. V době pronásledování Jednoty bratrské a po uvěznění Jana Augusty řídil Mach Sionský rozprášené sbory Jednoty bratrské v Prusku a Polsku. Pod jeho vedením se střediskem exulantské bratrské komunity stal pruský Gilgenburg. Toto středisko bylo aktivní v letech 1548–1564, tj. i po smrti Macha Sionského a rozpuštěno bylo až po úmrtí Ferdinanda I. Habsburského. 
Mach Sionský byl zvolen biskupem v roce 1537 na synodě v Přerově. Od roku 1540 vedl boleslavský sbor, ale ten byl v roce 1547 rozprášen. V roce 1547, kdy došlo k obnovení Svatojakubského mandátu a k zákazu činnosti Jednoty bratrské, odešel Mach spolu s dalšími pronásledovanými českými bratry do exilu. Vyhnanci zprvu zamířili do Poznaně, ale odtud byli rovněž vykázáni. Poté se bratři usadili ve východním Prusku ve výše uvedeném městě Gilgenburg (česky Doubravna, polsky Dąbrówno). Mach Sionský i během pobytu v Prusku navštěvoval Polsko, zejména Poznaň, kde v utajení řídil práci nově vznikajících bratrských sborů. Později se centrem polských sborů stalo Lešno.
Mach Sionský se zasloužil o pokračování činnosti Jednoty bratrské, a to nejen v exilu. Pohřben byl v kostelíku v Gilgenburgu.

## Následné volby
Přes odpor uvězněného Jana Augusty byli po smrti Macha Sionského zvoleni na synodách další biskupové. Bratři tak reagovali na stav, kdy jediným biskupem s ordinační mocí byl po smrti Macha Sionského pouze uvězněný biskup Jan Augusta. Postupně byli zvoleni Jan Černý-Nigranus a Matěj Červenka (synoda v roce 1553 v Přerově), dále pak v roce 1557 byli na synodě ve Slížanech zvoleni Jan Blahoslav a Jiří Izrael. Současně byl posílen kolegiální systém vedení Jednoty bratrské.